# Ла-Палома

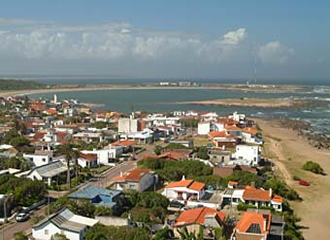
о. Ісла-ла-Туна

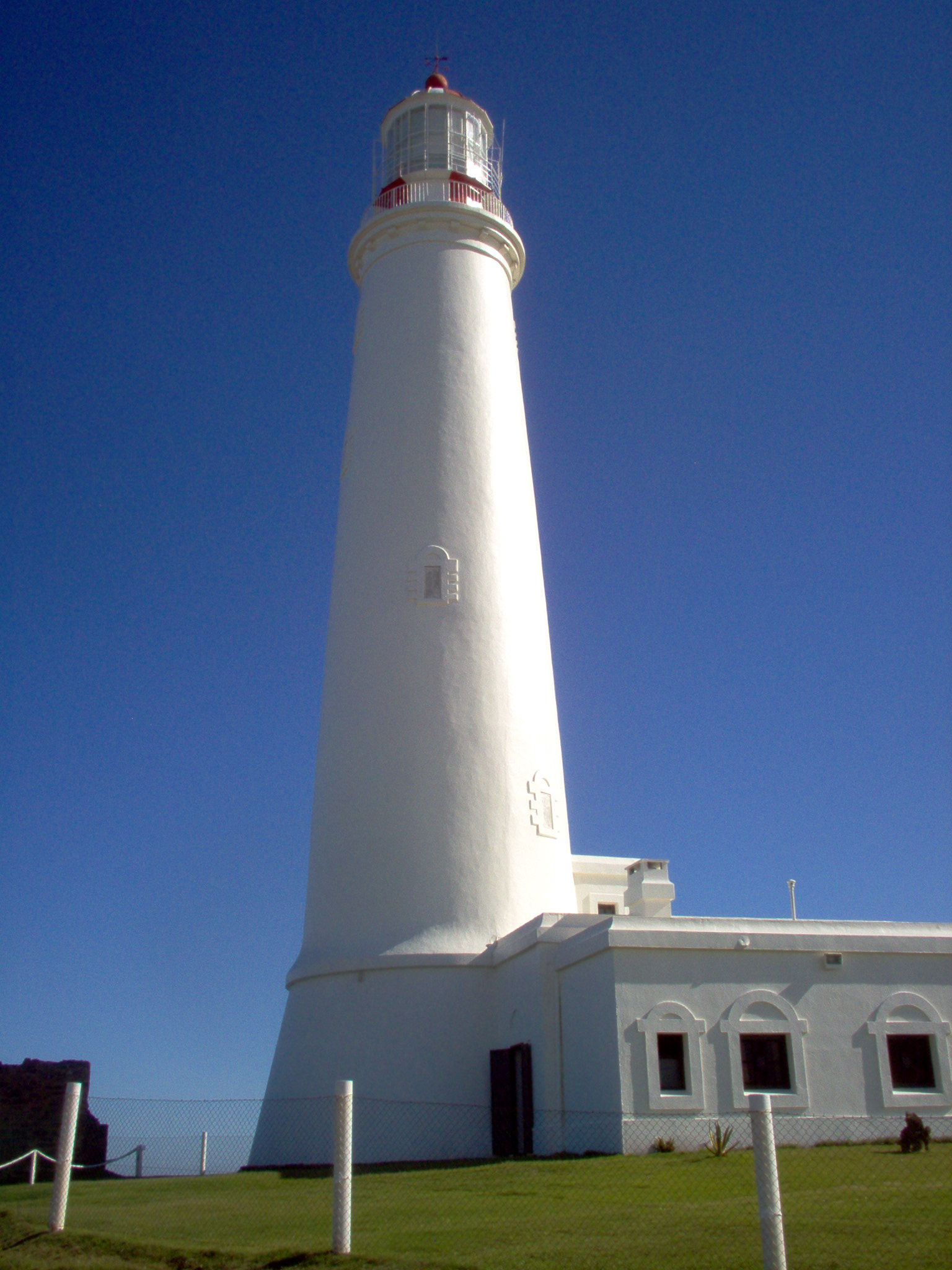
Маяк в Ла-Паломі

Ла-Палома (ісп. La Paloma) — курортне містечко в департаменті Роча, на південному сході Уругваю.

## Географія
Розташоване на мисі Святої Марії, на березі Атлантичного океану. Засноване 1 вересня 1874 року. Курорт славиться спокоєм та красивими пляжами. Власне населення курорту становить близько 5300 осіб, але взимку потік туристів збільшує населення до 30000 осіб. Назва "Ла-Палома" (ісп. голуб) походить від скель, які з далеку нагадували мореплавцям силует голуба.
В містечку є стара частина, де зосереджені найстаровинніші будинки, маяк. Навколо старої частини містечка знаходться новий центр Ла-Паломи з сучаснішими будинками, які розташовані вздовж головної вулиці містечка. В Ла-Паломі є різноманітні пляжі (кам'яні або піщані, з хвилями або спокійні, глибокі або мілкі тощо). 

## Дивись також
- Роча (департамент)